# Pat Ward
Pour les articles homonymes, voir Ward.
Patricia « Pat » Ward, née le 27 février 1929 et décédée le 22 juin 1985, est une joueuse de tennis britannique des années 1950 et début 1960. Elle est aussi connue sous son nom de femme mariée, Patricia Ward-Hales.
Elle a notamment atteint en 1955 la finale de l'US Women's National Championship, battue par Doris Hart.

## Palmarès (partiel)

### Titre en simple dames
| No | Date | Nom et lieu du tournoi        | Catégorie | Surface      | Finaliste  | Score    |  |
| -- | ---- | ----------------------------- | --------- | ------------ | ---------- | -------- |  |
| 1  | 1955 | Internationaux d'Italie, Rome |           | Terre (ext.) | Erika Obst | 6-4, 6-3 |  |

### Finales en simple dames
| No | Date       | Nom et lieu du tournoi                  | Catégorie | Surface      | Vainqueure          | Score         |          |
| -- | ---------- | --------------------------------------- | --------- | ------------ | ------------------- | ------------- | -------- |
| 1  | 1954       | Internationaux d'Italie, Rome           |           | Terre (ext.) | Maureen Connolly    | 6-3, 6-0      |          |
| 2  | 02-09-1955 | US National Championships, Forest Hills | G. Chelem | Gazon (ext.) | Doris Hart          | 6-1, 6-2      | Parcours |
| 3  | 22-04-1957 | Trophée Raquette d'Or, Aix-en-Provence  |           | Terre (ext.) | Christiane Mercelis | 1-6, 6-3, 6-1 | Parcours |

### Titres en double dames
| No | Date | Nom et lieu du tournoi       | Catégorie | Surface      | Partenaire          | Finalistes                     | Score         |  |
| -- | ---- | ---------------------------- | --------- | ------------ | ------------------- | ------------------------------ | ------------- |  |
| 1  | 1954 | Internationaux d'Italie Rome |           | Terre (ext.) | Elaine Watson       | Nelly Adamson Ginette Bucaille | 3-6, 6-3, 6-4 |  |
| 2  | 1955 | Internationaux d'Italie Rome |           | Terre (ext.) | Christiane Mercelis | Fay Muller Beryl Penrose       | 6-4, 10-8     |  |

### Finales en double dames
| No | Date       | Nom et lieu du tournoi               | Catégorie | Surface      | Vainqueures                   | Partenaire      | Score           |          |
| -- | ---------- | ------------------------------------ | --------- | ------------ | ----------------------------- | --------------- | --------------- | -------- |
| 1  | 17-09-1951 | Pacific Coast Championships Berkeley |           | Dur (ext.)   | Dorothy Head Janet Hopps      | Helen Fletcher  | 6-2, 6-3        | Parcours |
| 2  | 23-05-1955 | Internationaux de France Paris       | G. Chelem | Terre (ext.) | Beverly Baker Darlene Hard    | Shirley Bloomer | 7-5, 6-8, 13-11 | Parcours |
| 3  | 20-06-1955 | The Championships Wimbledon          | G. Chelem | Gazon (ext.) | Angela Mortimer Anne Shilcock | Shirley Bloomer | 7-5, 6-1        | Parcours |
| 4  | 08-06-1959 | Kent Championships Beckenham         |           | Gazon (ext.) | Jeanne Arth Darlene Hard      | Janet Hopps     | 6-3, 6-4        | Parcours |
| 5  | 17-05-1960 | Internationaux de France Paris       | G. Chelem | Terre (ext.) | Maria Bueno Darlene Hard      | Ann Haydon      | 6-2, 7-5        | Parcours |

### Titre en double mixte
| No | Date | Nom et lieu du tournoi       | Catégorie | Surface      | Partenaire    | Finalistes                | Score   |  |
| -- | ---- | ---------------------------- | --------- | ------------ | ------------- | ------------------------- | ------- |  |
| 1  | 1955 | Internationaux d'Italie Rome |           | Terre (ext.) | Enrique Morea | Beryl Penrose Mervyn Rose | Forfait |  |

## Parcours en Grand Chelem (partiel)
Si l’expression « Grand Chelem » désigne classiquement les quatre tournois les plus importants de l’histoire du tennis, elle n'est utilisée pour la première fois qu'en 1933, et n'acquiert la plénitude de son sens que peu à peu à partir des années 1950.

### En simple dames
| Année | Championnat d'Australie | Championnat d'Australie | Internationaux de France | Internationaux de France | Wimbledon       | Wimbledon        | US National   | US National |
| ----- | ----------------------- | ----------------------- | ------------------------ | ------------------------ | --------------- | ---------------- | ------------- | ----------- |
| 1949  | -                       | -                       | -                        | -                        | 1er tour (1/64) | Colette Boegner  | -             | -           |
| 1950  | -                       | -                       | -                        | -                        | 2e tour (1/32)  | Thelma Coyne     | -             | -           |
| 1951  | -                       | -                       | -                        | -                        | 2e tour (1/32)  | Althea Gibson    | 3e tour (1/8) | Shirley Fry |
| 1952  | -                       | -                       | 2e tour (1/16)           | Maria Weiss              | 3e tour (1/16)  | Georgie Woodgate | -             | -           |
| 1953  | -                       | -                       | -                        | -                        | 3e tour (1/16)  | Angela Mortimer  | -             | -           |
| 1954  | -                       | -                       | -                        | -                        | 4e tour (1/8)   | Shirley Fry      | -             | -           |
| 1955  | -                       | -                       | 3e tour (1/8)            | Beryl Penrose            | 2e tour (1/32)  | Heather Segal    | Finale        | Doris Hart  |
| 1956  | -                       | -                       | -                        | -                        | 1/4 de finale   | Angela Mortimer  | -             | -           |
| 1957  | -                       | -                       | -                        | -                        | 1er tour (1/64) | Shirley Bloomer  | -             | -           |
| 1958  | -                       | -                       | 2e tour (1/16)           | Věra Pužejová            | 4e tour (1/8)   | Ann Haydon       | -             | -           |
| 1959  | -                       | -                       | 2e tour (1/16)           | Maria Bueno              | 3e tour (1/16)  | Christine Truman | -             | -           |
| 1960  | -                       | -                       | 1er tour (1/32)          | Mimi Arnold              | 2e tour (1/32)  | Christine Truman | -             | -           |
| 1961  | -                       | -                       | -                        | -                        | 2e tour (1/32)  | Edda Buding      | -             | -           |

À droite du résultat, l’ultime adversaire.

### En double dames
| Année | Championnat d'Australie | Championnat d'Australie | Internationaux de France    | Internationaux de France   | Wimbledon                   | Wimbledon                   | US National | US National |
| ----- | ----------------------- | ----------------------- | --------------------------- | -------------------------- | --------------------------- | --------------------------- | ----------- | ----------- |
| 1948  | -                       | -                       | -                           | -                          | 2e tour (1/16) Enid Davey   | Mary Nichols Betty Lombard  | -           | -           |
| 1949  | -                       | -                       | -                           | -                          | 2e tour (1/16) G. Southwell | Peggy Knight Enid Sutton    | -           | -           |
| 1950  | -                       | -                       | -                           | -                          | 3e tour (1/8) E. Smith      | Thelma Coyne Joy Gannon     | -           | -           |
| 1951  | -                       | -                       | -                           | -                          | 1er tour (1/32) H. Fletcher | Beverly Baker Nancy Chaffee | -           | -           |
| 1952  | -                       | -                       | 1/2 finale Joy Gannon       | Hazel Redick J. Wipplinger | 2e tour (1/16) Joy Gannon   | Louise Brough M. Connolly   | -           | -           |
| 1953  | -                       | -                       | -                           | -                          | 1/4 de finale R. Bulleid    | M. Connolly Julia Sampson   | -           | -           |
| 1954  | -                       | -                       | 1/4 de finale M. Madden     | Maud Galtier S. Schmitt    | 2e tour (1/16) B. Venter    | A. Mortimer Anne Shilcock   | -           | -           |
| 1955  | -                       | -                       | Finale S. Bloomer           | Beverly Baker Darlene Hard | Finale S. Bloomer           | A. Mortimer Anne Shilcock   | -           | -           |
| 1956  | -                       | -                       | -                           | -                          | 2e tour (1/16) S. Bloomer   | Thelma Coyne B. Rosenquest  | -           | -           |
| 1957  | -                       | -                       | -                           | -                          | 3e tour (1/8) Anne Shilcock | S. Reynolds R. Schuurman    | -           | -           |
| 1958  | -                       | -                       | 2e tour (1/8) M. Peterdy    | L. Coghlan Fay Muller      | 1/4 de finale Anne Shilcock | Mary Bevis Thelma Coyne     | -           | -           |
| 1959  | -                       | -                       | 3e tour (1/8) Věra Pužejová | Norma Marsh G. Thomas      | 3e tour (1/8) Věra Pužejová | Yola Ramírez Rosie Reyes    | -           | -           |
| 1960  | -                       | -                       | Finale Ann Haydon           | Maria Bueno Darlene Hard   | 2e tour (1/16) Rita Bentley | Mary Bevis Jan Lehane       | -           | -           |
| 1961  | -                       | -                       | -                           | -                          | 2e tour (1/16) Vera Dace    | M. Dittmeyer R. Ostermann   | -           | -           |
| 1965  | -                       | -                       | -                           | -                          | 1er tour (1/32) Jill Mills  | C. Truman Nell Truman       | -           | -           |
| 1966  | -                       | -                       | -                           | -                          | 1er tour (1/32) Jill Mills  | Glenda Swan Pat Walkden     | -           | -           |

Sous le résultat, la partenaire ; à droite, l’ultime équipe adverse.

### En double mixte
| Année | Championnat d'Australie | Championnat d'Australie | Internationaux de France    | Internationaux de France    | Wimbledon                    | Wimbledon                   | US National | US National |
| ----- | ----------------------- | ----------------------- | --------------------------- | --------------------------- | ---------------------------- | --------------------------- | ----------- | ----------- |
| 1952  | -                       | -                       | 3e tour (1/8) Gerald Oakley | Doris Hart Frank Sedgman    | -                            | -                           | -           | -           |
| 1954  | -                       | -                       | 1/4 de finale Enrique Morea | J. Patorni Rex Hartwig      | -                            | -                           | -           | -           |
| 1958  | -                       | -                       | 3e tour (1/8) Norman Perry  | R. Schuurman Ulf Schmidt    | -                            | -                           | -           | -           |
| 1959  | -                       | -                       | 2e tour (1/8) Gordon Forbes | Joan Cross John Hammill     | -                            | -                           | -           | -           |
| 1960  | -                       | -                       | 3e tour (1/8) Bob Hewitt    | Věra Pužejová Jiří Javorský | 2e tour (1/32) Gerald Oakley | Věra Pužejová Jiří Javorský | -           | -           |
| 1961  | -                       | -                       | -                           | -                           | 2e tour (1/32) John McDonald | C. Coronado J. E. Mandarino | -           | -           |

Sous le résultat, le partenaire ; à droite, l’ultime équipe adverse.